# Ninth United States Army
Die Ninth United States Army (deutsch 9. US-Armee) war ein Großverband der United States Army im Zweiten Weltkrieg.

## Geschichte

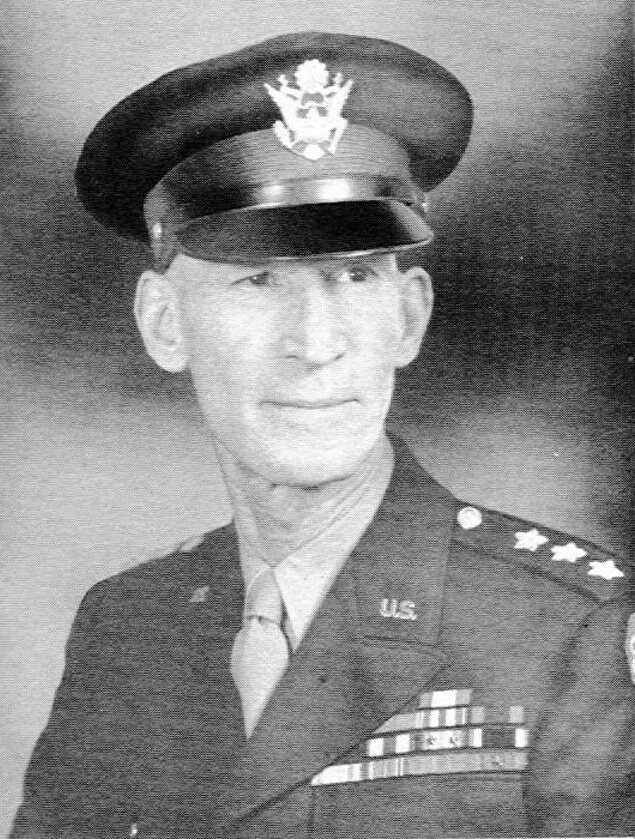
William Hood Simpson

Die 9th US Army wurde am 15. April 1944 unter dem Befehl von William Hood Simpson aufgestellt und im selben Jahr nach England verlegt. Sie sollte ursprünglich 8th US Army heißen, wurde aber wegen der Namensähnlichkeit zur britischen 8th Army umbenannt. Am 5. September 1944 wurde sie während der Schlacht um die Bretagne als Teil der 12th US Army Group des Generals Omar N. Bradley in der Bretagne aktiviert, wobei ihr das in der Bretagne zurückgelassene VIII. US Korps (vormals 3rd US Army) unterstellt wurde. Nach dem Fall des seit August belagerten Brest und der Kapitulation der deutschen Truppen auf der Crozon-Halbinsel am 20. September wurde die Armee an die Westfront verlegt, wo sie zwischen die 1st US Army  und 3rd US Army eingeschoben wurde.
Im November 1944 wurde sie auf die linke Flanke der 12th US Army Group verlegt und nahm an den Kämpfen an der Rurfront teil. Hier war sie an der gescheiterten Operation Queen während der Schlacht im Hürtgenwald beteiligt. Nach dem Beginn der deutschen Ardennenoffensive am 16. Dezember wurde sie am 20. Dezember, wie auch die 1st US Army, der weiter nördlich stehenden 21st Army Group des britischen Feldmarschalls Bernard Montgomery unterstellt. Viele der ihr unterstellten Verbände kamen unter den Befehl der 1st US Army, um den deutschen Einbruch baldmöglichst zu bereinigen. Anders als die 1st US Army blieb die 9th US Army nach dem Ende der deutschen Offensive unter dem Befehl der 21st Army Group. Am 23. Februar 1945 gelang ihr im Rahmen der Operation Grenade, die das südliche Gegenstück zur Operation Veritable der 1st Canadian Army bildete, die Überquerung der Rur. Bis zum 10. März war die Armee an allen ihren Frontabschnitten bis zum Rhein vormarschiert. Am 23. März begann sie in der Operation Flashpoint, die Teil der Operation Plunder war, im Raum Rheinberg/Wesel die Überquerung des Rheins, nach deren erfolgreichem Abschluss sie die nördliche Zange der Einschließung des Ruhrgebiets bildete. Am 1. April trafen gepanzerte Einheiten der 1st US Army und 9th US Army bei Lippstadt aufeinander und vollendeten damit den Ruhrkessel, in dem der größte Teil der deutschen Heeresgruppe B unter Generalfeldmarschall Walter Model eingeschlossen wurde. Am 4. April wurde die 9th US Army wieder Bradleys Army Group unterstellt, ihr Hauptquartier schlug sie seinerzeit in Gütersloh auf. Ein verstärktes Korps wurde zur Reduzierung des Ruhrkessels zurückgelassen, während zwei weitere Corps nördlich am Harz  vorbei zur Elbe vorstießen. Am 10. April nahm die Armee Essen und Hannover ein, am Folgetag Bochum und Goslar. Am 17. April erreichten Truppen der 9th US Army Magdeburg an der Elbe (schon am 14. hatten sie Gardelegen erreicht und dort den Tatort des Massakers in der Isenschnibber Feldscheune, eines nationalsozialistischen Endphaseverbrechens während der Todesmärsche kurz vor Kriegsende, entdeckt), am 21. April endete der letzte Widerstand im Ruhrkessel. Die von General Simpson nach der Bildung von Brückenköpfen über die Elbe erbetene Erlaubnis zum weiteren Vormarsch auf Berlin wurde aus politischen Gründen nicht erteilt. Am 2. Mai hatte die Armee an ihrer gesamten Front die vereinbarte Demarkationslinie mit der Roten Armee erreicht. Nach der deutschen Kapitulation besetzte die 9th US Army weite Teile Mitteldeutschlands, bis sie im Juni 1945 aus Europa abgezogen wurde.

### Gliederung am 12. Dezember 1944
Zum Beginn der deutschen Ardennenoffensive gliederte sich die Armee wie folgt:
- Ninth US Army
  - XIII Corps
    - 7th Armored Division
    - 84th Infantry Division
    - 102nd Infantry Division

  - XVI Corps
    - 75th Infantry Division

  - XIX Corps
    - 2nd Armored Division
    - 29th Infantry Division
    - 30th Infantry Division

### Reaktivierung 2012
Im Jahr 2012 wurde die Armee im Rahmen des Transformationsprogramms der US-Armee reaktiviert. Sie erhielt den Zusatznamen United States Army Africa und hatte ihr Hauptquartier im Caserma Ederle bei Vicenza in Italien. Allerdings bestand sie nur bis zum Jahr 2020. Dann wurde sie mit der United States Army Europe (USAREUR) zum neuen Großverband United States Army Europe and Africa zusammengelegt.